# Regionalizacja fizycznogeograficzna województwa mazowieckiego

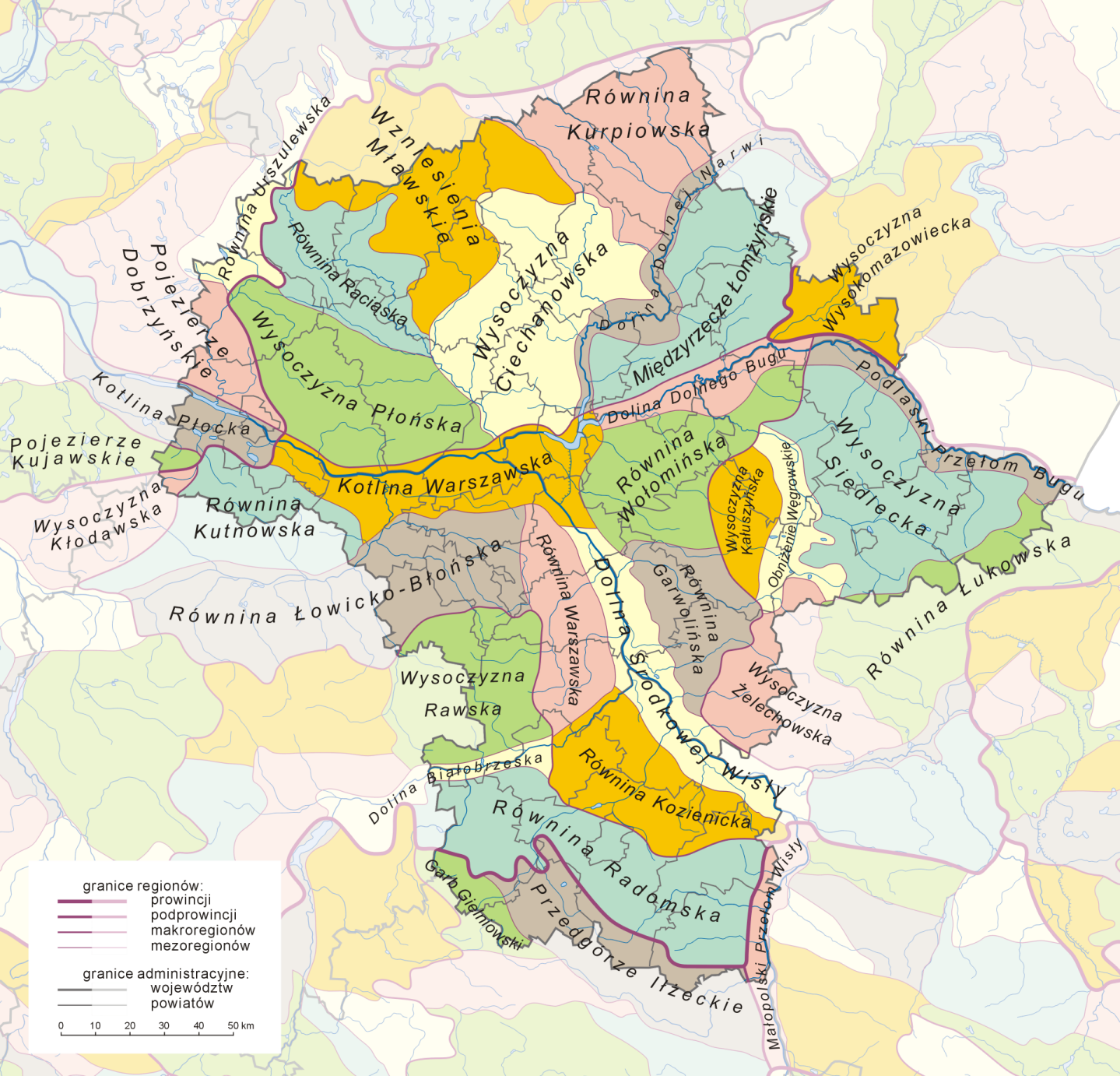
Mezoregiony fizycznogeograficzne województwa mazowieckiego

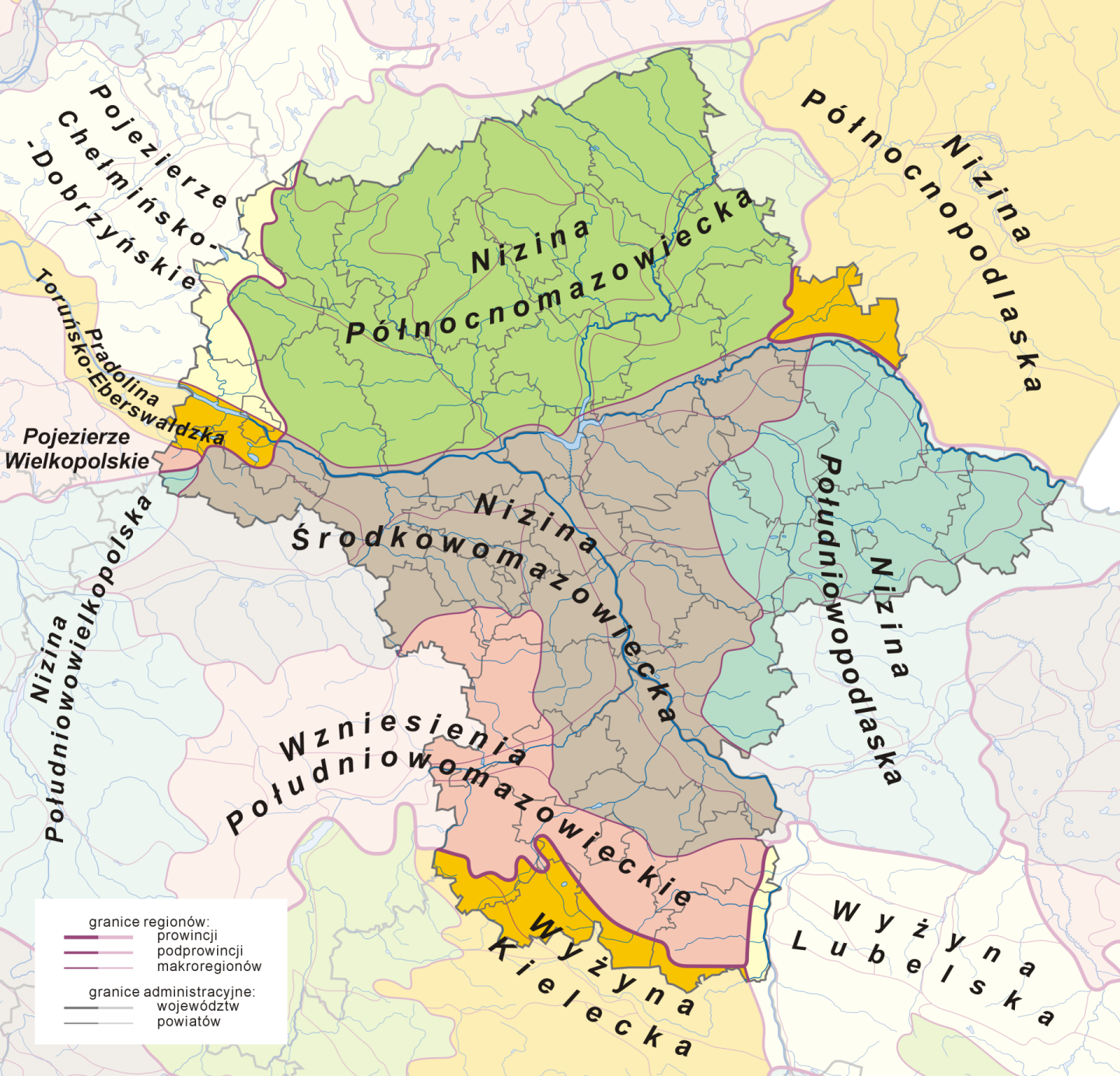
Makroregiony fizycznogeograficzne województwa mazowieckiego

Województwo mazowieckie położone jest w większości na obszarze Niżu Środkowoeuropejskiego, tylko jego niewielkie wschodnie fragmenty leżą na terenie Niżu Wschodniobałtycko-Białoruskiego, a południowe na terenie Wyżyn Polskich. Obszar Województwa zawiera się w 11 makroregionach fizycznogeograficznych i 34 mezoregionach.
Poniższa regionalizacja została opracowana przez Jerzego Kondrackiego i zmodyfikowana przez Andrzeja Richlinga (Geografia regionalna Polski, 2002, Warszawa: PWN ISBN 83-01-13897-1). Wymienione są regiony fizycznogeograficzne od poziomu prowincji po mezoregion w całości lub tylko częściowo znajdujące się w granicach administracyjnych województwa mazowieckiego.

## 31Niż Środkowoeuropejski
314-316 Pojezierza Południowobałtyckie
315.1 Pojezierze Chełmińsko-Dobrzyńskie
315.14 Pojezierze Dobrzyńskie
315.16 Równina Urszulewska
315.3 Pradolina Toruńsko-Eberswaldzka
315.35 Kotlina Płocka
315.5 Pojezierze Wielkopolskie
315.57 Pojezierze Kujawskie
318 Niziny Środkowopolskie
318.1-2 Nizina Południowowielkopolska
318.15 Wysoczyzna Kłodawska
318.6 Nizina Północnomazowiecka
318.61 Wysoczyzna Płońska
318.62 Równina Raciąska
318.63 Wzniesienia Mławskie
318.64 Wysoczyzna Ciechanowska
318.65 Równina Kurpiowska
318.66 Dolina Dolnej Narwi
318.67 Międzyrzecze Łomżyńskie
318.7 Nizina Środkowomazowiecka
318.71 Równina Kutnowska
318.72 Równina Łowicko-Błońska
318.73 Kotlina Warszawska
318.74 Dolina Dolnego Bugu
318.75 Dolina Środkowej Wisły
318.76 Równina Warszawska
318.77 Równina Kozienicka
318.78 Równina Wołomińska
318.79 Równina Garwolińska
318.8 Wzniesienia Południowomazowieckie
318.83 Wysoczyzna Rawska
318.85 Dolina Białobrzeska
318.86 Równina Radomska
318.9 Nizina Południowopodlaska
318.91 Podlaski Przełom Bugu
318.92 Wysoczyzna Kałuszyńska
318.93 Obniżenie Węgrowskie
318.94 Wysoczyzna Siedlecka
318.95 Wysoczyzna Żelechowska
318.96 Równina Łukowska

## 34Wyżyny Polskie
342 Wyżyna Małopolska
342.3 Wyżyna Kielecka
342.32 Garb Gielniowski
342.33 Przedgórze Iłżeckie
343 Wyżyna Lubelsko-Lwowska
343.1 Wyżyna Lubelska
343.11 Małopolski Przełom Wisły

## 84Niż Wschodniobałtycko-Białoruski
843 Wysoczyzny Podlasko-Białoruskie
843.3 Nizina Północnopodlaska
843.35 Wysoczyzna Wysokomazowiecka